# Acacia parviceps
Acacia parviceps är en ärtväxtart som först beskrevs av Carlos Luis Spegazzini, och fick sitt nu gällande namn av Arturo Erhardo Erardo Burkart. Acacia parviceps ingår i släktet akacior, och familjen ärtväxter. Inga underarter finns listade i Catalogue of Life.